# Скорик Павло Георгійович
Павло Георгійович Скорик (у частині джерел Скорік, 3 квітня 1969, Сімферополь — 9 квітня 2020, Сімферополь) — радянський та український футболіст, що грав на позиції півзахисника та захисника. Відомий за виступами в низці українських клубів різних ліг, у тому числі в складі криворізького «Кривбасу» у вищій лізі України.

## Кар'єра футболіста
Павло Скорик розпочав займатися футболом у ДЮФК «Таврія» в своєму рідному місті Сімферополі, та займався у футбольній школі до 1986 року. У 1987—1989 роках проходив військову службу на флоті, де грав за аматорську команду СКЧФ з Севастополя. У 1989 році дебютував у команді майстрів, розпочавши сезон у складі команди другої ліги СРСР «Полісся» (Житомир), закінчив сезон виступами в іншій друголіговій команді «Чайка» з Севастополя. У 1990 році продовжив виступи у складі «Чайки» в другій нижчій лізі СРСР.
У 1991 році Павло Скорик отримав запрошення до клубу першої ліги СРСР «Таврія» з Сімферополя, проте зіграв у її складі лише 1 матч у чемпіонаті та 1 матч у Кубку СРСР, після чого повернувся до севастопольської «Чайки», в якій дограв сезон 1991 року, а після початку проведення Україною незалежного чемпіонату грав у складі севастопольської команди в першому чемпіонаті України в першій лізі.
На початку сезону 1992—1993 років Павло Скорик стає гравцем команди першої ліги «Поліграфтехніка» з Олександрії. У складі олександрійської команди футболіст грав протягом трьох сезонів, зіграв у її складі 97 матчів у чемпіонаті країни та 7 матчів у Кубку України, а в сезоні 1993—1994 років став у складі команди бронзовим призером турніру першої ліги.
На початку сезону 1995—1996 років Павло Скорик став гравцем команди вищої ліги України «Кривбас» з Кривого Рогу. Проте у складі вищолігової команди Скорик зіграв лише 1 матч чемпіонату, після чого продовжив виступи в команді першої ліги «Нафтохімік» з Кременчука, а завершив сезон виступами в іншій команді першої ліги «Хімік» із Сєвєродонецька. На початку сезону 1996—1997 років до зимової перерви футболіст грав у складі команди першої ліги «Зоря» з Луганська. У 1997 році Павло Скорик зіграв 5 матчів у складі команди першої ліги «Верховина» з Ужгорода. Надалі футболіст повернувся до Криму, де грав у складі аматорської команди КСГІ.
Помер Павло Скорик 9 квітня 2020 року в Сімферополі внаслідок онкологічної хвороби.

## Титули та досягнення
- Бронзовий призер Першої ліги України: 1993–1994